# Cros (Puy-de-Dôme)
Cros is een gemeente in het Franse departement Puy-de-Dôme (regio Auvergne-Rhône-Alpes) en telt 189 inwoners (2004). De plaats maakt deel uit van het arrondissement Issoire.

## Geografie
De oppervlakte van Cros bedraagt 19,1 km², de bevolkingsdichtheid is 9,9 inwoners per km².
De onderstaande kaart toont de ligging van Cros (Puy-de-Dôme) met de belangrijkste infrastructuur en aangrenzende gemeenten.

## Demografie
Onderstaande figuur toont het verloop van het inwonertal (bron: INSEE-tellingen).

1. ↑  Populations de référence 2022.